# وليم تشتيك
وليم تشتيك (بالإنجليزية: William Chittick)‏ هو أحد أهم العلماء في مجال الفكر الإسلامي، وأبحاثه تغطي مجالات واسعة من الدراسات الدينية المقارنة، إلي الأبحاث الصوفية والفلسفة والأدبية. ترجمت الكثير من أعماله إلي اللغات البوسنية، الفرنسية، الألمانية، الإندونيسية، الإيطالية، اليابانية، الفارسية، الروسية، الإسبانية، التركية، والأوردية.
دراسته الأكاديمية، إضافة إلي الدراسة التقليدية التي حصّلها خلال سنوات دراسته في إيران جعلت نظرته إلي التراث الإسلامي أكثر شمولية وإنسانية، فسعى لتقديم كنوز الثقافة الإسلامية اطلابه الغربيين في مختلف الحقول الفلسفية والعقدية والصوفية.
قراءة تشيتيك تكشف عن ابتعاده عن الأحكام المسبقة ومحاولته عرض الآراء الترائية وفقاً لمفاهيمها وسياقاتها من غير محاولة فرض المفاهيم والنظريات الحديثة في حقول دراسات الأديان والأفكار. منهج تشيتيك هو أن نترك الموضوع ليتحدث عن نفسه قدر الإمكان، وهذا ما دعاه إلى ترجمة الكثير من النصوص الإسلامية بشكل مستقل أو حتى خلال أبحاثه ودراساته.